# Вейвиржас
Вейви́ржас (лит. Veiviržas) — река в Литве, протекает по территории Клайпедкого и Шилутского районов Клайпедского уезда на западе страны. Левый приток нижней Минии.
Длина реки составляет 68 км. Площадь водосборного бассейна — 668 км². Средний уклон — 1,51 м/км. Скорость течения — 0,1—0,3 м/с. Средний расход воды в устье — 8,88 м³/с.
Вейвиржас вытекает из озера Каптатас около местечка Эндреявас на Жямайтской возвышенности. В верховье течёт на запад, после пересечения автомагистралью A1 поворачивает на юг, в нижней половине преобладающим направлением течения становится юго-запад. Впадает в Минию на расстоянии 3 км к юго-востоку от деревни Вилькичяй.
Притоки:
- левые: Шальпе, Ашва;
- правые: Граужупис, Айсе[1].